# Tupuji Imere
Tupuji Imere F.C. is een voetbalclub uit Port Vila op Vanuatu. Het team eindigde in 2007 als tweede in de Vanuatu Premia Divisen, de hoogste voetbalcompetitie van het land.